# Игор Паспал
Игор Паспал (на сръбски: Игор Паспаљ; Загреб, 28 ноември 1981 г.) е сръбски китарист, виртуоз на електрическата китара.

## Биография
Игор Паспал е роден в Загреб през 1981 г.
Шест години живее в Дубай, където има около 1500 изяви пред хиляди хора с музиканти от цял свят. Известно време работи в лондонската компания JTC Guitar.
Издава солов албум, записан с Дадо Глишич, Игор Вукоевич и други.

## Дискография
| Заглавие      | Година |
| ------------- | ------ |
| Gravity       | 2010   |
| Striptease    | 2021   |
| Striptease    | 2021   |
| Into the Blue | 2023   |
| Full Throttle | 2024   |